# 離弁花類
離弁花類（りべんかるい、Apopetalae, Choripetalae）は、かつて新エングラー体系で用いられていた双子葉植物の分類群で、主に花弁（花びら）が合着していない（離生する）もののグループである。花弁がないものや、花被（花弁・がく）がないものも含む。もう1つのグループは合弁花類である。
新エングラー体系では、古生花被植物亜綱（こせいかひしょくぶつあこう、Archichlamydeae）という分類単位が設けられていた。
一般に離弁花は合弁花より進化前の系統とされ、離弁花類は合弁花類以外の様々な系統をまとめた人為的な分類群と考えられてきた。
なお本亜綱は、より新しい分類体系では採用されていないが、直感的にわかりやすいために、一部の教材や図鑑などでも用いられることがある。

## 分類について
離弁花類の定義も確定したものではなかった。例えばウリ科は古くは離弁花類とされたが、新エングラー体系では合弁花類にされており、その後の分類体系ではまた離弁花類に属すグループに近縁とされたりしている。またツバキ科には花弁が基部で合生するものがあり、ツツジ科には花弁が離生するものがあるが、これらはそれぞれが離弁花類・合弁花類に近縁とされていたため、それに従って分類されている（なお現代ではツバキ科とツツジ科は比較的近縁と考えられている）。
1980年代以降の植物分類（クロンキスト体系など）では離弁花類を分類群として採用していない。
さらに現在最新のAPG植物分類体系では、離弁花類は被子植物のうち、単子葉植物以外の複数の系統群に分けられている。

### 古生花被植物亜綱Archichlamydeae
- モクマオウ目 Casuarinales
- クルミ目 Juglandales
- バラノプス目 Balanopales
- レイトネリア目 Leitneriales
- ヤナギ目 Salicales
- ブナ目 Fagales
- イラクサ目 Urticales
- ヤマモガシ目 Proteales
- ビャクダン目 Santalales
- ツチトリモチ目 Balanophorales
- メドゥサンドラ目 Medusandrales
- タデ目 Polygonales
- アカザ目 Centrospermae
- サボテン目 Cactales
- モクレン目 Magnoliales
- キンポウゲ目 Ranunculales
- コショウ目 Piperales
- ウマノスズクサ目 Aristolochiales
- オトギリソウ目 Guttiferales
- サラセニア目 Sarraceniales
- ケシ目 Papaverales
- バティス目 Batales
- バラ目 Rosales
- ヒドロスタキス目 Hydrostachyales
- カワゴケソウ目 Podostemales
- フウロソウ目 Geraniales
- ミカン目 Rutales
- ムクロジ目 Sapindales
- ユリアニア目 Julianiales
- ニシキギ目 Celastrales
- クロウメモドキ目 Rhamnales
- アオイ目 Malvales
- ジンチョウゲ目 Thymelaeales
- スミレ目 Violales
- ウリ目 Cucurbitales
- フトモモ目 Myrtiflorae
- セリ目 Umbelliflorae

## その他
- 合弁花・離弁花という分類名は、2018年度発行の中学校理科の教科書では用いられていたが、2021年度から施行された指導要領に基づく中学校理科の教科書では、扱われなくなった[1]。